# WFM P80
P80 – prototyp polskiego samochodu, konstrukcji J. Przybylskiego z Bytomia, wykonany przez Zakłady Wytwórcze Urządzeń Sygnalizacyjnych w Katowicach i  zaprezentowany w Pałacu Młodzieży w Katowicach w 1957 roku.
Podwozie samochodu było trzykołowe (dwa koła z przodu + jedno z tyłu) o konstrukcji ramowej, nadwozie otwarte, pozbawione drzwi i dachu. Samochód miał masę 190 kg. Początkowo napędzał go silnik produkcji WFM o pojemności 250 cm³ i mocy 12 KM, następnie zastąpiono go silnikiem Jawy 250. Samochód osiągał prędkość maksymalną 75 km/h i spalał 3,5 litra benzyny na sto kilometrów. Dopuszczalna ładowność P80 wynosiła 150 kg. Pojazd miała wytwarzać WFM, jednak ostatecznie nie zatwierdzono go do produkcji.